# كلارا دريسكول
كلارا دريسكول (بالإنجليزية: Clara Driscoll)‏ هي مصممة أمريكية، ولدت في 2 أبريل 1861 في تلمادغ في الولايات المتحدة، وتوفيت في 6 نوفمبر 1944.